# Justizamt Skaisgirren
Das Justizamt Skaisgirren war bis 1849 ein preußisches Gericht mit Sitz in Skaisgirren.

## Geschichte
In Skaisgirren bestand das Amt Skaisgirren. Während die anderen Justizämter in Ostpreußen bis 1838 in Land- und Stadtgericht umgewandelt wurden, blieb das Justizamt Skaisgirren und das Justizamt Seckenburg bis 1849 bestehen. Sein Gerichtsbezirk umfasste 1837 78 Ortschaften mit 6788 Gerichtseingesessenen. Am Gericht waren ein Justizamtmann und zwei weitere Mitarbeiter beschäftigt. Es war ein Gericht zweiter Klasse im Sprengel des Oberlandesgerichts Insterburg. Nach der Märzrevolution wurden 1849 einheitlich Kreisgerichte gebildet. In Skaisgirren entstand die Gerichtskommission Skaisgirren des Kreisgerichts Tilsit.